# Guruyú

Guruyú es un microbarrio de la Ciudad Vieja de Montevideo, ubicado en las proximidades del puerto, sobre las ramblas Sur y portuaria. 

## Origen
Su nombre proviene del francés Gounouillou, un empresario propietario de un muelle en el siglo XVIII sobre el Río de la Plata. Uno de sus principales promotores fue Emilio Reus quien construiría algunos edificios emblemáticos de la zona, entre ellos el  Establecimiento Médico e hidro-terápico, actual Museo de Arte Precolombino e Indígena y el Hotel Nacional, que después albergó a la Facultad de Matemáticas en 1895, institución que se habría de transformar en la actual Facultad de Ingeniería de la Universidad de la República. Generalmente se le incluye dentro del más amplio barrio Ciudad Vieja.
En la Plaza de deportes N.º 1, ubicada en la intersección de las calles Piedras y Juan Lindolfo Cuestas, el 17 de septiembre de 1918 se fundó el Club Atlético Olimpia.